# MC Soffia
Soffia Rochas, connue sous son nom de scène MC Soffia, née le 22 février 2004 à São Paulo, est une rappeuse brésilienne.

## Biographie
En interview, elle raconte avoir été moquée par ses camarades de classe pour sa peau noire et avoir compris à ce moment l'étendue du racisme dans son pays. Sa mère l'emmène donc à des concerts de hip-hop pour la familiariser avec la culture noire brésilienne et la rendre fière de son patrimoine culturel.
Elle commence le rap à six ans.

## Carrière
À l'âge de douze ans, elle joue sa chanson Menina Pretinha pendant la cérémonie d'ouverture des Jeux olympiques d'été de 2016 à Rio de Janeiro.
Ses chansons traitent souvent de l'égalité de genre et du racisme, MC Soffia faisant partie de l'importante communauté noire au Brésil,.

## Prix et distinctions
En 2017, elle fait partie de la liste 100 Women de la BBC, dans l'équipe Sexisme dans le sport.